# Promotion (Doktor)

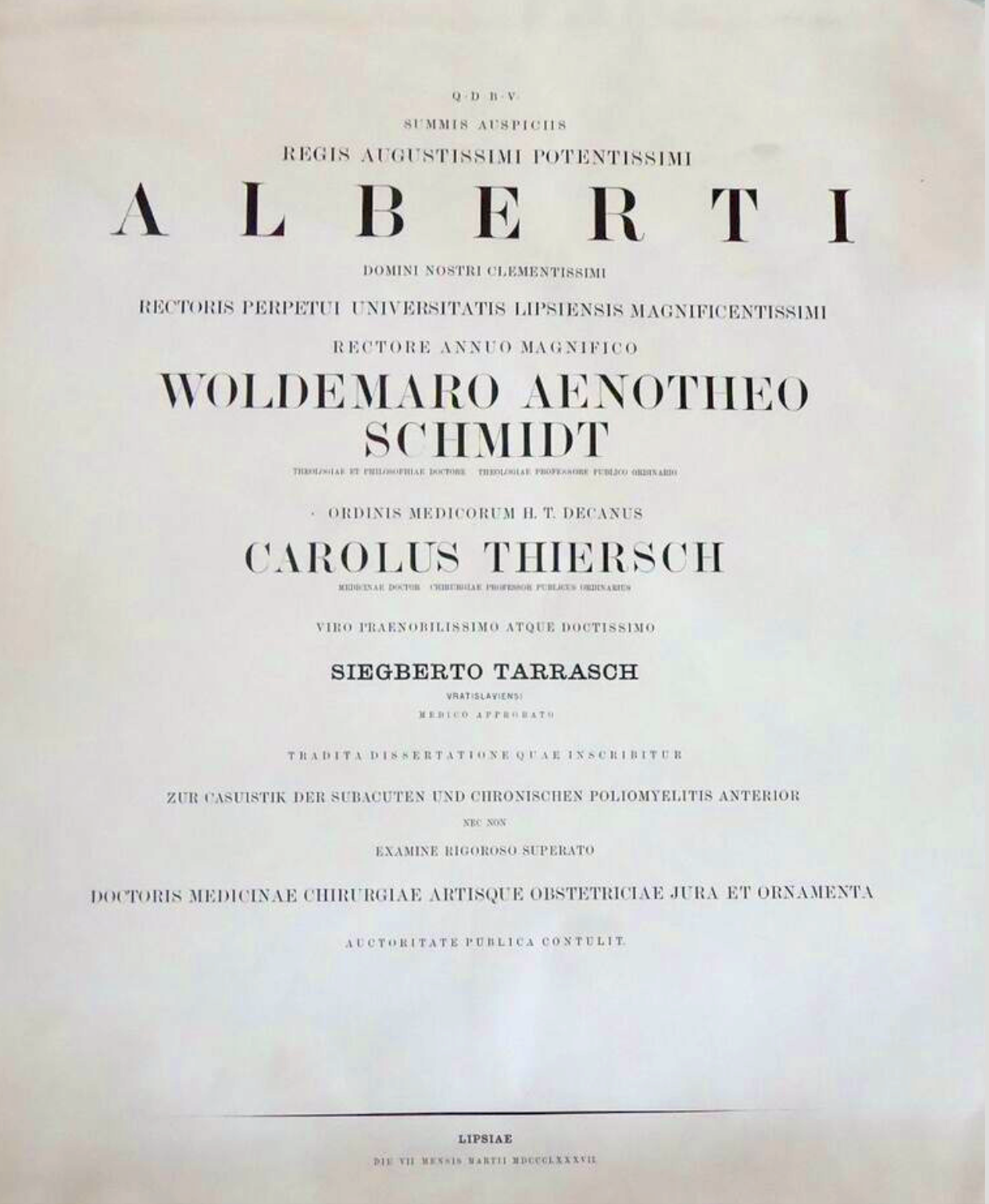
Promotionsurkunde der Medizinischen Fakultät der Universität Leipzig für Siegbert Tarrasch, 1887

Die Promotion (lateinisch promotio ‚Beförderung‘) ist die Verleihung des akademischen Grades eines Doktors in einem bestimmten Studienfach und in Form einer Promotionsurkunde. Sie gilt als Nachweis der Befähigung zu eigenständiger und besonders vertiefter wissenschaftlicher Arbeit und beruht auf einer selbstständig verfassten wissenschaftlichen Arbeit (Dissertation) sowie einer mündlichen Prüfung (Rigorosum, Disputation oder Kolloquium). Das Promotionsrecht besitzen in Deutschland Universitäten und ihnen statusmäßig gleichgestellte Hochschulen sowie forschungsstarke Hochschulen für Angewandte Wissenschaften in Baden-Württemberg, Bayern, Hessen, Nordrhein-Westfalen, Sachsen-Anhalt und Rheinland-Pfalz.
Personen, die eine Promotion anstreben und deren Absicht und Eignung von einer promotionsberechtigten Institution bestätigt wurde, werden als Doktoranden, Doktorandinnen, Promotions- oder Doktoratsstudenten oder -studierende, Promovenden, Promovierende, Dissertanten/-innen (Schweiz, Österreich), Doktorierende (Schweiz, Liechtenstein) oder englisch als PhD students bezeichnet.
Das zugehörige Verb promovieren (von lateinisch promovere ‚vorwärtsbringen‘) wird sowohl transitiv verwendet (Beispiel: „die Theologische Fakultät hat ihn im April 1999 zum Doktor promoviert“) als auch intransitiv (Beispiel: „ich habe in London promoviert“). Der intransitive Gebrauch in der Bedeutung „(zum Doktor) aufsteigen“ kam – ohne sprachgeschichtliche Berechtigung – vor allem seit dem 16. Jahrhundert auf.
Die früher übliche grundständige Promotion ist heute nicht mehr möglich; um zur Promotion zugelassen zu werden, muss ein erster Hochschulabschluss nachgewiesen werden. In der Regel ist dies der Master, der Magister, das Diplom oder das Staatsexamen. Lediglich in Medizin kann bereits vor Abschluss des Studiums mit einer Dissertation begonnen werden. Besonders qualifizierte Absolventen eines Bachelorstudiums oder eines Diplomstudiums einer Fachhochschule können unter bestimmten Voraussetzungen ebenfalls zur Promotion zugelassen werden. Eine Sonderform ist die Verleihung eines Ehrendoktors, die keine Promotion im wissenschaftlichen Sinne darstellt.

## Statistik
| Jahr | Hochschul- Absolventen | Promotionen | Prozent |
| ---- | ---------------------- | ----------- | ------- |
| 1900 |                        | 1.160       |         |
| 1982 | 131.126                | 12.963      | 9,9     |
| 1985 | 146.920                | 14.951      | 10,2    |
| 1990 | 166.101                | 18.494      | 11,1    |
| 1995 | 229.920                | 22.387      | 9,7     |
| 2000 | 214.473                | 25.780      | 12,0    |
| 2005 | 252.482                | 25.952      | 10,3    |
| 2010 | 361.697                | 25.629      | 7,1     |
| 2015 | 481.588                | 29.218      | 6,1     |
| 2016 | 491.678                | 29.303      | 6,0     |
| 2017 | 501.734                | 28.404      | 5,7     |
| 2018 | 498.675                | 27.838      | 5,6     |
| 2019 | 512.285                | 28.690      | 5,6     |
| 2020 | 476.913                | 28.777      | 6,0     |
| 2021 | 517.544                | 30.494      | 5,9     |

Vom Sommersemester 1891 bis zum Wintersemester 1911/12 wurden in Preußen 23.217 Personen promoviert – je Studienjahr durchschnittlich 1160 Promovierte bei 33.000 Studenten an Hochschulen mit Promotionsrecht. In Deutschland wurden 1999 insgesamt 24.172 Personen promoviert, 2013 waren es 27.711, und 2019 28.690 Personen. Im Vergleich dazu wurden im Jahr 2008 insgesamt 309.364 Hochschulabschlüsse abgelegt.
Von den in Deutschland im Abschlussjahr 2013 abgelegten Promotionsprüfungen wurden vier nicht bestanden. Bei 97 % der bestandenen Prüfungen ist die Note bekannt: 17 % erhielten die Note mit Auszeichnung, 55 % die Note sehr gut, 24 % die Note gut, 3,6 % die Note befriedigend und 0,2 % die Note ausreichend.
Bezogen auf die Zahl der Master-Abschlüsse liegt die Promotionsquote in Deutschland bei rund 20 %. Dieser Anteil ist in allen Bundesländern ähnlich (mit einer Bandbreite von 14,1 % in Brandenburg bis 27 % in Sachsen), variiert jedoch auch abhängig vom jeweiligen Studienfach in den jeweiligen Ländern.
In Deutschland sind im Jahr 2020 1,76 % der Bevölkerung promoviert, in Großbritannien 1,27 %, in der Schweiz 1,26 %. Die hohe Quote in Deutschland ist unter anderem dadurch zu erklären, dass Berufsdoktorate in anderen Ländern nicht in die Statistik einfließen (siehe unten).
Verteilung nach Geschlechtern. In den meisten Fächern und Regionen ist der Anteil der Frauen unter den Promovierten geringer als der der Männer. Der Frauenanteil lag in Deutschland im Jahr 2000 bei 34 %, im Jahr 2008 bei 42 %, und im Jahr 2019 bei 45 %. Allerdings hängt der Frauenanteil stark vom Fach ab und schwankt von weniger als 20 % in den Ingenieurwissenschaften bis zu zwei Dritteln in Kunst und Kulturwissenschaften.
| Fachbereich                                           | Anzahl | % Frauen | % Männer |
| ----------------------------------------------------- | ------ | -------- | -------- |
| Geisteswissenschaften                                 | 2074   | 47,1     | 52,9     |
| Sport                                                 | 117    | 43,6     | 56,4     |
| Recht, Wirtschaft, Sozialwissenschaften               | 4193   | 47,1     | 52,9     |
| Mathematik, Naturwissenschaften                       | 8439   | 42,0     | 58,0     |
| Humanmedizin, Gesundheitswissenschaften               | 7884   | 59,9     | 40,1     |
| Agrar- und Ernährungswissenschaften, Veterinärmedizin | 889    | 62,3     | 37,7     |
| Ingenieurwissenschaften                               | 4790   | 18,6     | 81,4     |
| Kunst                                                 | 299    | 65,9     | 34,1     |
| sonstige                                              | 5      | 20       | 80       |
| Insgesamt                                             | 28.690 | 45,0     | 55,0     |

| Fach                                                      | Quote |
| --------------------------------------------------------- | ----- |
| Chemie                                                    | 85 %  |
| Biologie                                                  | 74 %  |
| Medizin (Allgemein-Medizin)                               | 69 %  |
| Physik                                                    | 61 %  |
| Zahnmedizin                                               | 50 %  |
| Interdisziplin. Studien (Schwerpunkt Naturwissenschaften) | 47 %  |
| Tiermedizin/Veterinärmedizin                              | 41 %  |
| Biochemie                                                 | 38 %  |
| Mathematik                                                | 36 %  |
| Philosophie                                               | 34 %  |
| Geowissenschaften allgemein                               | 32 %  |
| Katholische Theologie, -Religionslehre                    | 30 %  |
| Agrarwissenschaft/Landwirtschaft                          | 28 %  |
| Evangelische Theologie, -Religionslehre                   | 27 %  |
| Verfahrenstechnik                                         | 27 %  |
| Elektrotechnik/Elektronik                                 | 26 %  |
| Werkstofftechnik                                          | 26 %  |
| Geschichte                                                | 25 %  |
| Maschinenbau/-wesen                                       | 25 %  |
| Informatik                                                | 25 %  |
| Chemieingenieurwesen/Chemieverfahrenstechnik              | 25 %  |
| Bauingenieurwesen/Ingenieurbau                            | 20 %  |

## Überblick

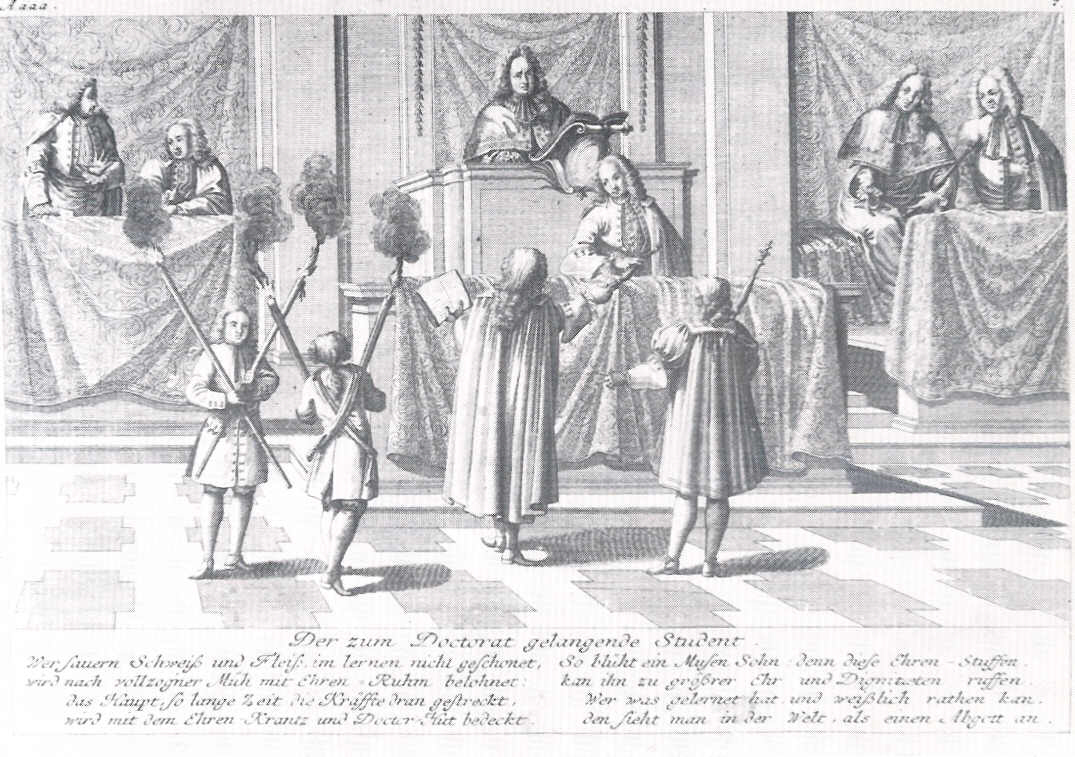
Johann Georg Puschner: Der zum Doctorat gelangende Student. Universität Altdorf 1725

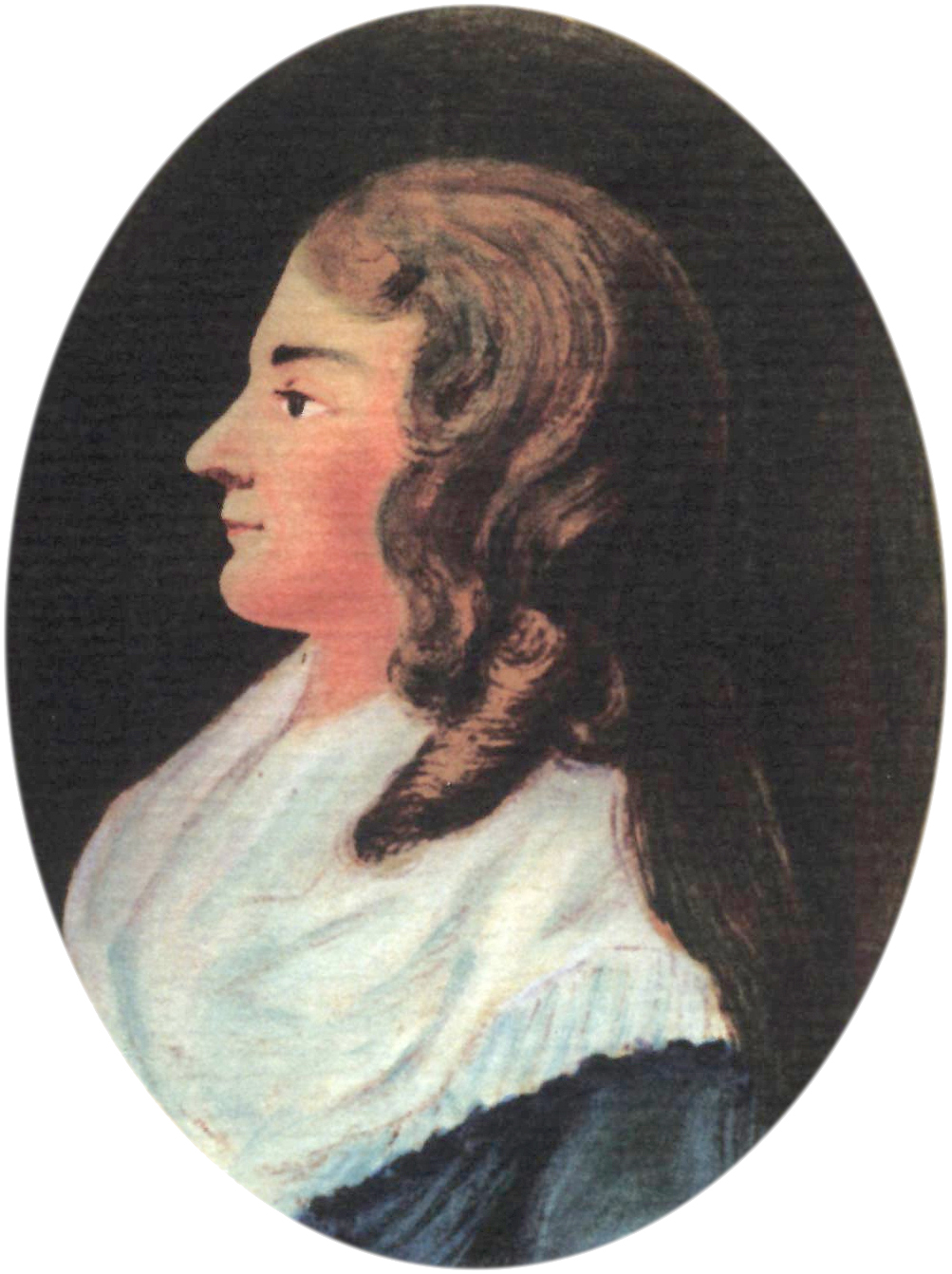
Die erste promovierte Ärztin in Deutschland: Dorothea Christiane Erxleben

Der Doktor ist der höchste akademische Grad. Zweck der Promotion ist es, die Fähigkeit zum selbständigen wissenschaftlichen Arbeiten im Rahmen der Bearbeitung eines thematisch begrenzten Forschungsbereichs (Spezialgebiet) zu belegen. Im Mittelpunkt steht die Anfertigung einer Doktorarbeit (Dissertation), welche neue wissenschaftliche Ergebnisse enthalten soll. Die Promotion ist z. B. Voraussetzung dafür, um bei der Deutschen Forschungsgemeinschaft eigenständig Projektanträge stellen zu können. Mit der Promotion gilt die wissenschaftliche Ausbildung grundsätzlich als abgeschlossen. Im Gegensatz zur Promotion soll die Habilitation dann die Fähigkeit nachweisen, das gesamte Fachgebiet auf hohem Niveau in Forschung und Lehre vertreten zu können.

### Einzügige Promotion
An manchen geisteswissenschaftlichen Fakultäten konnten bis in die 1990er Jahre im Haupt- und in den Nebenfächern hervorragende Studenten ohne vorheriges Abschlussexamen ausnahmsweise, nach zweifacher Professorenbegutachtung, zur Promotion zugelassen werden. Diese sogenannte „einzügige“ Promotion ist nicht mehr möglich. Auch die „grundständige“ Promotion, bei der vom Studienbeginn an nur die Promotion als Abschluss angestrebt wird, wurde an den meisten deutschen Universitäten in den 2000er Jahren abgeschafft. Im 19. Jahrhundert war auch eine Absenzpromotion (Promotio in absentia) in Deutschland möglich.

### Habilitation
Die Promotion ist in Deutschland grundsätzlich eine Voraussetzung für die Habilitation.

### Sonderfall Medizin
Eine Sonderrolle nehmen in Deutschland medizinische Promotionen ein: Zum einen kann die Arbeit an der Dissertation schon vor dem Studienende begonnen werden, zum anderen sind medizinische Dissertationen oft hinsichtlich Anspruch und Umfang mit Diplomarbeiten in naturwissenschaftlichen Fächern vergleichbar, sofern es sich nicht um explizite Forschungsarbeiten handelt. Dennoch entspricht auch der doctor medicinae wie alle deutschen Doktorgrade dem dritten Studienzyklus des Europäischen Qualifikationsrahmens (EQR) und hat mit Niveau 8 das höchste zu erreichenden Level. Die große Zahl an Ärzten, die in Deutschland den Dr. med. führen, trägt wesentlich zum vergleichsweise hohen Anteil an Promovierten in der Bundesrepublik bei.

### Sonderfall Kunst
Ebenfalls eine Sonderrolle nehmen künstlerische Promotionen ein, die sich von wissenschaftlichen Promotionen unterscheiden. Die ELIA (European League of the Institutes of the Arts) veröffentlichte 2016 The ‘Florence Principles’ on the Doctorate in the Arts. Diese beziehen sich auf die Salzburg Principles und die Salzburg Recommendations der EUA (European University Association) und spezifizieren in „seven points of attention“ die Promotion in künstlerischen Fächern im Vergleich zu wissenschaftlichen Promotionen. Die Florence Principles wurden ebenfalls verabschiedet von der European Association of Conservatoires, dem Centre International de Liaison des Écoles de Cinéma et de Télévision, CUMULUS und der Society for Artistic Research.

## Geschichte

### Mittelalter
Im Mittelalter erforderte das Promotionsverfahren die Leistung verschiedener Eide, unter anderem vor dem Rektor auf die Statuten der Universität, sowie ein privates und ein öffentliches Examen. Das examen privatum, in der Regel eine Kommentierung ausgewählter Prüfungstexte mit Verteidigung der dabei vertretenen Thesen, fand vor dem Gremium der Professoren (magistri regentes) der Fakultät und zuweilen auch unter Beteiligung von Professoren der Artistenfakultät statt. Bei diesem Privatexamen, das oft auf einem öffentlichen Platz unter freiem Himmel abgehalten wurde, war die Öffentlichkeit zugelassen, sie besaß aber kein Fragerecht. Nach Abschluss des Privatexamens stimmte das Gremium darüber ab, ob der Kandidat würdig sei, den akademischen Grad eines licentiatus zu führen. Der Erwerb des Doktorgrades war jedoch an die Absolvierung des examen publicum gebunden, einer Antrittsvorlesung mit anschließender Disputation, bei der der Kandidat seine Thesen auch gegen Einwände der Öffentlichkeit zu verteidigen hatte, und bei der jeder anwesende Student frageberechtigt war. Erst nach Absolvierung des öffentlichen Examens erfolgte die feierliche Inauguration und Verleihung der Insignien, zu denen ein Buch, ein goldener Ring und der Doktorhut in Gestalt eines Baretts gehörte. Das mittelalterliche Verfahren blieb mit vielen Varianten und Modifikationen auch in der frühen Neuzeit gültig.

### Neuzeit
Zu den wichtigsten Neuerungen in der Neuzeit gehörte dabei die allmähliche Einführung der schriftlichen Inauguraldissertation, die aus der schriftlichen Formulierung und Publizierung von Thesen zum Zweck der Einladung zum öffentlichen Examen entstand und sich zu einem obligatorischen Prüfungsteil entwickelte. Im 18. und 19. Jahrhundert soll an einigen Universitäten den Professoren als besonderes Recht vorbehalten gewesen sein, für die Kandidaten Dissertationen zu schreiben und zu verkaufen. Dieser von einigen Medizinern und Philologen mit Anlegung einer „Dissertationsfabrik“ unterstützte Schleichhandel in Preußen wurde in ähnlicher Form auch in England betrieben.

## Promotionsverfahren in Deutschland
Das Promotionsverfahren wird in der jeweiligen Promotionsordnung der Hochschule oder Fakultät festgelegt. 

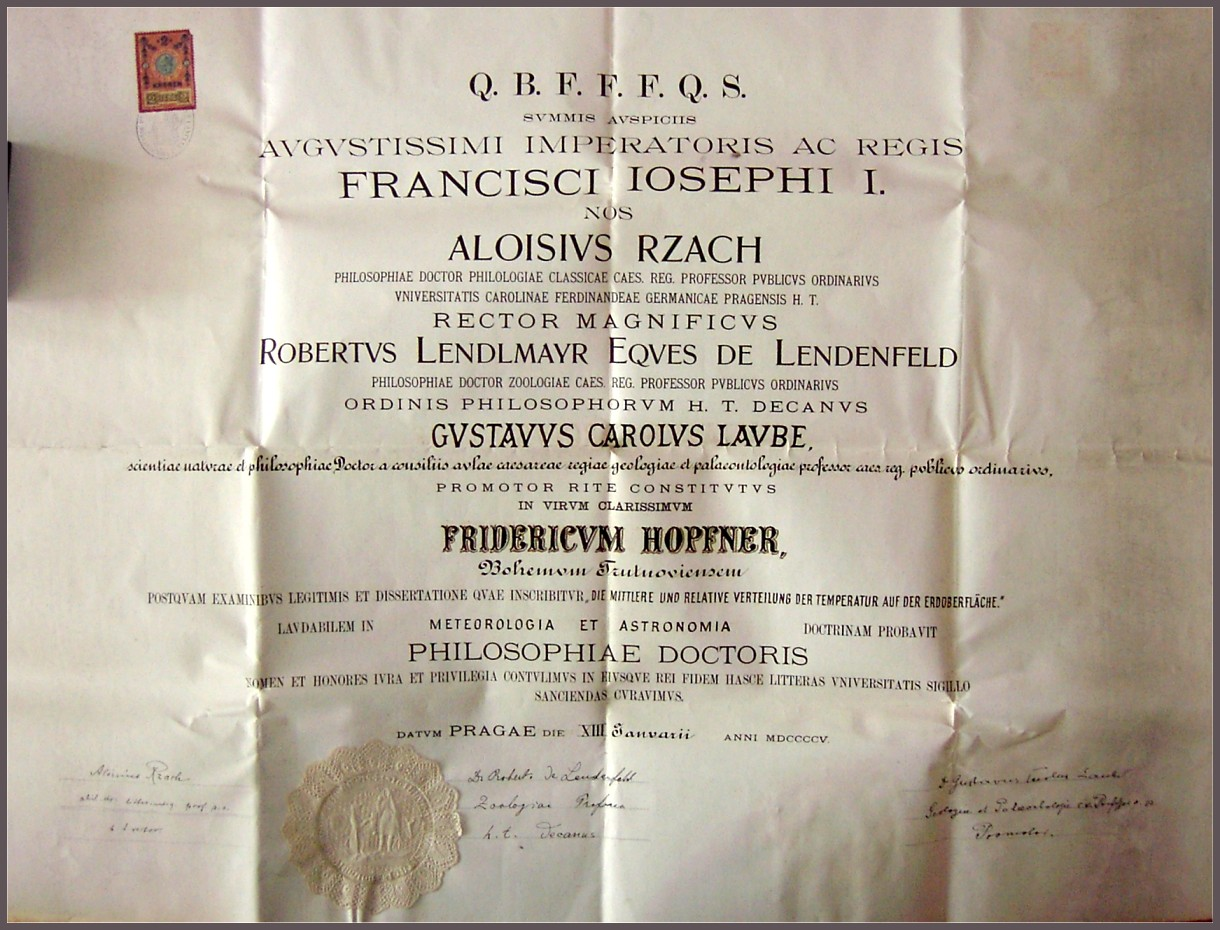
Promotionsurkunde (70 × 51 cm) auf Büttenpapier für Friedrich Hopfner, Karls-Universität Prag, 13. Januar 1905

Um promovieren zu können, braucht man einen Hochschullehrer, der die Betreuung übernimmt (Doktorvater). In der Regel fungiert dieser in Deutschland später auch als Erstgutachter der fertigen Dissertation. Immer üblicher wird es, dass zu Beginn der Arbeit an der Doktorarbeit eine schriftliche Betreuungsvereinbarung zwischen Doktorand und Doktorvater geschlossen wird.
Das eigentliche Verfahren wird eingeleitet, nachdem der Doktorand eine Doktorarbeit vorgelegt hat. Diese Arbeit ist eine wissenschaftliche Forschungsarbeit, die eine eigenständig erbrachte, mit neuen wissenschaftlichen Erkenntnissen abschließende Forschungsleistung dokumentiert. Nach Annahme der Dissertation durch die Fakultät oder eine von ihr eingesetzte Kommission und der Einholung von zwei oder drei Gutachten erfolgt eine mündliche Prüfung (Rigorosum) oder ein wissenschaftliches Streitgespräch (Disputation), das oft (aber nicht immer) das Thema der Dissertation zum Gegenstand hat. Diese mündliche Verteidigung einer Doktorarbeit ist in aller Regel universitätsöffentlich und wird vor Hochschullehrern abgelegt.
Das Promotionsverfahren ist nach der Gesamtbewertung abgeschlossen; in der Regel ist ein Doktorand in Deutschland allerdings erst dann berechtigt, die Bezeichnung Dr. zu führen, nachdem die Übergabe der Promotionsurkunde stattgefunden hat. Der Promovend muss davor üblicherweise die Publikation seiner Dissertation nachweisen. Einige Promotionsordnungen gestatten denjenigen, die das Verfahren abgeschlossen, aber die Dissertation noch nicht veröffentlicht haben, bis auf weiteres die Bezeichnung Dr. des. (doctor designatus) zu führen. Die Publikationspflicht für Doktorarbeiten ist eine deutsche Besonderheit.
Zum Verfahren muss auf die individuellen Promotionsordnungen der jeweiligen Fakultäten hingewiesen werden. Im Rahmen des Bologna-Prozesses wurde auch eine Aussage zu den doctoral studies getroffen: Nach der Schaffung gemeinsamer Systeme für einheitliche Studienabschlüsse (Bachelor-Grad und Master-Grad) soll langfristig auch ein einheitlicher europäischer Doktorgrad eingeführt werden. Auf der Bologna-Nachfolge-Konferenz 2005 in Bergen wurden Promotionsstudiengänge (Graduiertenschulen) gefordert, die auch bereits in einigen deutschen Landeshochschulgesetzen verankert sind und zum akademischen Grad Doctor of Philosophy (Ph.D.) führen können.

### Ablauf

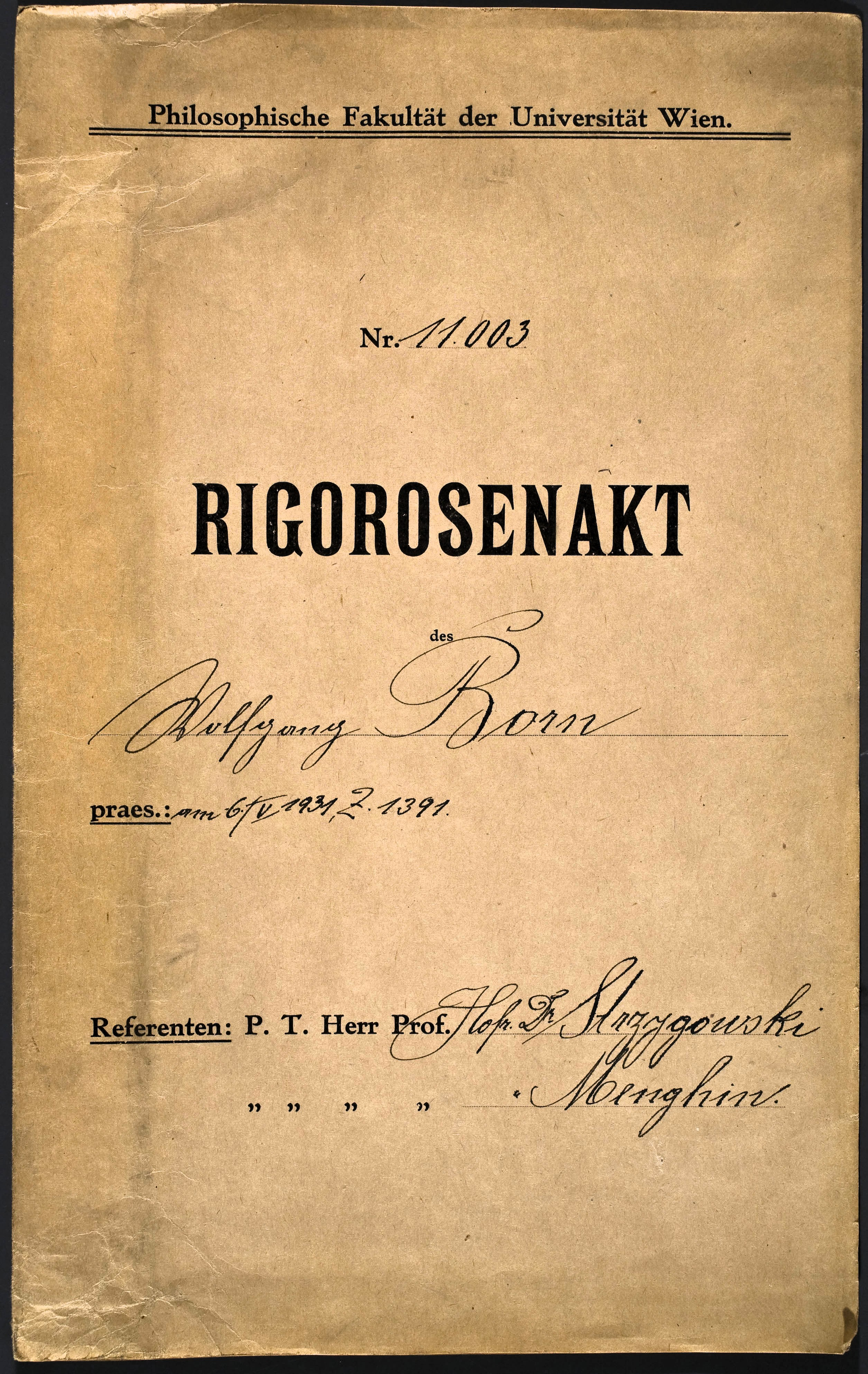
Universität Wien Rigorosenakt von Wolfgang Born (1931)

Der Verlauf einer Promotion wird in der Prüfungsordnung des zuständigen Fachbereiches festgelegt. Das Verfahren kann von Hochschule zu Hochschule und von Fach zu Fach sehr unterschiedlich sein. In der Regel enthält es folgende Positionen:
1. Geeigneter Studienabschluss (in der Regel gutes bis sehr gutes Examen) als Voraussetzung,
2. Gegebenenfalls weitere Qualifikationsvoraussetzungen, zum Beispiel Seminarscheine, Sprachnachweise (Latinum, Graecum etc.) etc.
3. Übernahme der Betreuung durch einen Hochschullehrer („Doktorvater“ bzw. „Doktormutter“).
4. Anmeldung des Promotionsvorhabens beim Promotionsausschuss einer Fakultät an einer Universität,
5. Annahme als Promotionsstudent,
6. Anfertigung der Dissertation.

Die Dauer der Promotion schwankt je nach Fachrichtung und Thema der Arbeit stark. Nach einer Umfrage der Universität Marburg dauert sie im Schnitt vier bis fünf Jahre. In den Ingenieurwissenschaften und der Informatik ergab eine Umfrage eine durchschnittliche Dauer von 5,4 Jahren. Die Durchschnittsdauer der Promotion lag 2020 laut der Deutschen Forschungsgemeinschaft (DFG) fächerübergreifend bei gut vier Jahren. Nur 18 Prozent der Nachwuchswissenschaftler schlossen ihre Promotion demnach in dreieinhalb Jahren oder weniger ab. Fünf Prozent brauchten bis zu drei Jahren; 27 Prozent der Dissertationen wurden hingegen erst nach über fünf Jahren eingereicht. In den Naturwissenschaften, auf die sich die meisten Förderprogramme konzentrieren, liegt die Promotionsdauer dabei laut DFG über alle Fächer hinweg bei durchschnittlich 50 Monaten und ist damit am niedrigsten. In den Geistes- und Sozialwissenschaften dauerten die Promotionen mit 56 bzw. 57 Monaten hingegen am längsten. Dabei ist die Promotionsdauer auch von äußeren Faktoren abhängig wie etwa gleichzeitige Berufstätigkeit außerhalb der Universität oder privaten Belangen wie z. B. Kindererziehung.
Mediziner beginnen ihre Dissertation häufig gegen Ende ihres Studiums, die Dauer ist dabei jedoch sehr unterschiedlich und reicht von wenigen Semestern (klinisch-theoretische Promotionsarbeit) bis zu mehreren Jahren (medizinhistorische oder experimentelle Promotionsarbeiten). Der Doktorand ist häufig – vor allem in den Naturwissenschaften – in dieser Zeit beim jeweiligen Institut angestellt. Juristen investieren etwa eineinhalb bis drei Jahre, bei umfangreichen empirischen Arbeiten dreieinhalb bis vier Jahre.
Die Dissertation umfasst je nach Fachrichtung meist zwischen 25 und mehreren hundert Seiten. Während der Promotionszeit sind (je nach Universität, Fakultät, Fach und Lehrstuhl):
1. Doktorandenseminare (Oberseminare) zu besuchen,
2. Fachpublikationen zu veröffentlichen,
3. Arbeiten beim Lehrangebot des Lehrstuhls oder Instituts mitzuerledigen (Klausuren zu stellen und zu korrigieren, Übungen zu halten, Skripte zu überarbeiten und Ähnliches),
4. die jeweiligen Dissertationen beim Promotionsausschuss einzureichen,
5. zwei bis drei Gutachten durch die Opponenten zu erstellen,
6. Mündliche und öffentliche Verteidigung (Disputation) und/oder Rigorosum,
7. Vorbereitung der Doktorarbeit zur wissenschaftlichen Publikation,
8. Einholung der Druckgenehmigung (Imprimatur), sofern noch nicht erteilt (bei Arbeiten der katholischen Theologie muss eventuell noch eine kirchliche Billigung eingeholt werden [Nihil obstat, lat. für ‚Nichts steht im Weg‘]),
9. Publikation einschließlich Ablieferung von Pflichtexemplaren bei den Bibliotheken. Einige Fakultäten erlauben inzwischen auch die Veröffentlichung der Dissertation durch Publikation im Internet.

Vor allem in naturwissenschaftlichen Fächern, in denen Monographien meist eine weitaus geringere Rolle spielen als in den Kultur- und Geisteswissenschaften, wird des Öfteren eine kumulative Dissertation erstellt. Hierbei werden Teilaspekte der eigenen Forschungsarbeit in eigenständigen, kürzeren Manuskripten zusammengefasst und alleine oder mit Koautoren in begutachteten Fachzeitschriften in Aufsatzform (Reviewed Papers) veröffentlicht. Die einzelnen Publikationen, die möglichst in einem Sinnzusammenhang stehen sollen, werden anschließend kumuliert, d. h. als einzelne Kapitel zusammengefasst und als Dissertation eingereicht. Die nötige Gesamtzahl der Manuskripte und der Anteil der bereits veröffentlichten Kapitel wird durch die jeweilige Promotionsordnung festgelegt. Der Doktorand gelangt durch das Kumulieren zu einem übersichtlicher gegliederten Promotionsablauf, erlernt die Methodik des Publizierens in Journalen und kann statt eines Einzelwerks mit geringem Verbreitungswert mehrere Veröffentlichungen vorweisen, die von den Fachkollegen in den Naturwissenschaften weit stärker wahrgenommen werden.
Die Konkurrenz ist bei manchen Forschungsthemen sehr groß und auch der Druck, als Erster zu bestimmten Themen (Ergebnisse) zu veröffentlichen. In der Praxis bedeuten frühere Veröffentlichungen durch andere keineswegs eine „Entwertung“ der eigenen Arbeit, sofern auch diese Veröffentlichungen bei der eigenen Arbeit berücksichtigt werden.
In der Regel müssen in Deutschland während der Promotionsarbeit keine Lehrveranstaltungen besucht werden. Sollte man in einem Fach promovieren, das man zuvor nicht studiert hat, ist das anders. Dann absolviert man parallel zur Dissertation ein „Promotionsstudium“, das Lehrveranstaltungen einschließt.

### Binationale Promotion („cotutelle de thèse“)
Es besteht auch die Möglichkeit, auf Basis einer Vereinbarung zwischen zwei Universitäten in verschiedenen Staaten eine binational betreute Promotion durchzuführen (cotutelle oder co-tutelle de thèse, wörtlich ,Co-Betreuung der Promotion‘). Dies erfordert die Mitwirkung von Betreuern beider Hochschulen während des Promotionsverfahrens (etwa als Gutachter oder Prüfer) sowie Forschungsaufenthalte an der beteiligten ausländischen Hochschule. In diesem Verfahren werden nicht zwei Doktorgrade erworben, sondern ein einzelner Grad.

### Status
Manchmal sind Doktoranden an einer Hochschule als Wissenschaftliche Mitarbeiter angestellt, wobei Promotionsstellen sehr oft aus Drittmitteln finanziert werden. Die Dauer des Beschäftigungsverhältnisses ist in diesen Fällen gemäß dem Wissenschaftszeitvertragsgesetz bis zum Ende des zugrundeliegenden Drittmittelprojekts befristet (§ 2 Abs. 2 WissZeitVG). Durchschnittlich stand einem Doktoranden beispielsweise 2017 ein monatliches Nettoeinkommen von 1.261 Euro zur Verfügung. Eine Alternative sind Promotionsstipendien, um die man sich bei diversen Stiftungen oder bei der Landesgraduiertenförderung bewerben kann. Insbesondere in den Geisteswissenschaften müssen sich die meisten Doktoranden selbst finanzieren, was dazu beiträgt, dass die durchschnittliche Dauer einer Promotion (siehe unten) dort länger ist.
Der Status von Doktoranden ist in Deutschland nicht einheitlich geregelt. Während der Promotion besteht grundsätzlich die Möglichkeit, sich an der Hochschule zu immatrikulieren; einige Promotionsordnungen schreiben dies sogar zwingend vor. Je nach Regelung an der jeweiligen Hochschule wird diese Phase entweder als Vollzeitstudium angesehen oder nicht als Studienabschnitt gezählt und Promovierende gelten dann formalrechtlich nicht als Studenten.
Sie zählen vielmehr zur Gruppe des wissenschaftlichen Nachwuchses (dies im Unterschied zu bspw. Schweden, wo Doktoranden grundsätzlich als sog. „Forscherstudenten“ eingeschrieben sind und eine vorgeschriebene Anzahl entsprechender Kurse nachweisen müssen). Neben dem Anstellungsverhältnis gibt es die Möglichkeit der Förderung durch ein Promotionsstipendium. Hierbei obliegt die Verantwortung für die Eingliederung in die sozialen Sicherungssysteme (Zahlungen für Renten-, Kranken- und Pflegeversicherung) der promovierenden Person. An deutschen Hochschulen bilden Promovierende keine eigene Statusgruppe und haben somit keine eigenständige Vertretung im Rahmen der universitären Selbstverwaltung. In den Hochschulgremien werden sie zur Statusgruppe der Wissenschaftlichen Mitarbeiter (Akademischer Mittelbau) gezählt. Abhängig vom jeweiligen Hochschulgesetz und der Quelle ihrer Finanzierung (Drittmittel oder Haushaltsmittel) haben sie somit passives und aktives Wahlrecht bei der Besetzung der Hochschulgremien. Promovierende auf einer Drittmittelstelle oder Promotionsstipendiaten ohne weitere Anstellung an einem Institut sind in den Mitbestimmungsstrukturen der Hochschule nicht repräsentiert. Deshalb fordern sowohl die Gewerkschaft Erziehung und Wissenschaft als auch die Promovierendeninitiative innerhalb der Begabtenförderungswerke (PI) die Einführung einer eigenen Statusgruppe für Promovierende.

## Bewertung

### Deutschland
Die Gesamtbewertung der Promotionsleistung erfolgt je nach Promotionsordnung mit lateinischen oder deutschen Noten. Die Bedeutungen sind je nach Hochschule und teilweise sogar innerhalb einer Universität in den Fakultäten unterschiedlich. Die Bewertungssysteme unterscheiden sich auch insgesamt erheblich. So gibt es, je nach Universität, drei bis sechs Notenstufen oder auch verschiedene Notenstufen für die schriftliche und die mündliche Leistung. Auch die Verleihung einer Auszeichnung ist unterschiedlich. An einigen Universitäten folgt die Note mit Auszeichnung einem Automatismus und ergibt sich, wenn aus den schriftlichen und mündlichen Leistungen ein bestimmter Durchschnitt erreicht wird, an anderen Universitäten handelt es sich nicht um eine eigenständige Note, sondern um eine Bemerkung zur Note sehr gut, an wieder anderen Universitäten muss eine zusätzliche Begutachtung vor Erteilung dieser Note erfolgen.
Das System lässt sich auch nicht einfach in Schulnoten übertragen. An manchen Universitäten wird die Note mit Auszeichnung mit der Note 0 oder 0,5 umschrieben, an anderen mit der Note 1 oder sehr gut. Manche Promotionsordnungen sehen die Note satis bene nicht vor und umschreiben rite mit befriedigend als niedrigstmögliche Note zum Bestehen. Auch ist unterschiedlich geregelt, welche Note ein Nichtbestehen zur Folge hat. Das kann, je nach System, die 4, die 5 oder die 6 sein. Generell wird aber die folgende Abstufung erkennbar. In Klammern sind Umschreibungen angegeben, die aber die jeweilige Promotionsordnung auch abweichend festlegen kann:
1. summa cum laude, mit höchstem Lob, mit Auszeichnung, ausgezeichnet (eine hervorragende Leistung),
2. magna cum laude, mit großem Lob, sehr gut (eine besonders anzuerkennende Leistung),
3. cum laude, mit Lob, gut (eine den Durchschnitt übertreffende Leistung),
4. satis bene, genügend, befriedigend (eine Leistung, die durchschnittlichen Anforderungen entspricht),
5. rite, ausreichend (eine Leistung, die trotz ihrer Mängel noch den Anforderungen genügt),
6. non probatum, non sufficit, non rite, insufficienter, ungenügend, nicht bestanden (eine an erheblichen Mängeln leidende, insgesamt unbrauchbare Leistung).

Je nach Promotionsordnung kann auch die Dissertation selbst eine Note erhalten. Dieses Prädikat wird innerhalb der Empfehlung der Gutachter für die wissenschaftliche Leistung angegeben. Hierfür werden lateinische oder deutsche Noten vergeben, deren Bedeutungen je nach Hochschule und Fachbereich wieder unterschiedlich sein können (siehe Ausführungen oben). Sie können den Gesamtnoten entsprechen. Als Besonderheit kann auch eine der folgenden Formulierungen gewählt werden:
- opus eximium, außerordentliche Arbeit,
- opus valde laudabile, sehr gute Arbeit,
- opus laudabile, gute Arbeit,
- opus idoneum, befriedigende Arbeit.

In der DDR unterschied man seit November 1968 entsprechend dem sowjetischen System zwischen A- und B-Promotion. Letztere entsprach der Habilitationsschrift und wurde nach der Wende in der Regel der Habilitation gleichgesetzt, wenn gleichzeitig die Facultas Docendi erworben wurde.
Nach der Promotion darf der Doktorgrad von Berechtigten geführt werden. Missbrauch wird nach Strafgesetzbuch, § 132a Missbrauch von Titeln, Berufsbezeichnungen und Abzeichen, mit Freiheits- oder Geldstrafe bestraft. Nach der Rechtsprechung des Bundesgerichtshofs und des Bundesverwaltungsgerichtes ist der Doktorgrad kein Bestandteil des bürgerlich-rechtlichen Namens wie etwa ehemalige Adelstitel oder Adelsbezeichnungen, sondern nur ein Namenszusatz. Ein rechtlicher Anspruch auf entsprechende Anrede besteht daher nicht.

### Frankreich
In Frankreich werden, auch schon im Abitur, französische Bezeichnungen verwendet: très bien avec félicitations du jury („sehr gut mit Glückwünschen der Prüfungskommission“), très bien („sehr gut“), bien („gut“) und assez bien („gut genug“). Einige Grandes Écoles wie das Institut d’études politiques de Paris und die HEC Paris vergeben hingegen die lateinischen und englischen Notenbezeichnungen summa cum laude / graduated with highest honors für die besten 2 % und cum laude / graduated with honors für die folgenden 5 % eines Jahrgangs.
Für den Doktor wurden analog die Bezeichnungen très honorable avec félicitations du jury, très honorable und honorable verwendet. Die Ehrung avec félicitations du jury ist an den meisten Universitäten nicht mehr offiziell.
Im Mai 2016 trat ein Erlass in Kraft („Arrêté du 25 mai 2016“), der die verschiedenen Bezeichnungen abschaffte, welche also auf dem Doktordiplom nicht mehr erscheinen dürfen.

### Italien
In Italien wurde der Grad dottore traditionell mit dem ersten Studienabschluss (laurea, vergleichbar mit dem deutschen Diplom, Magister und Master) verliehen. Die eigentliche darauf aufbauende, in der Regel dreijährige Promotion (es sind Verlängerungen, aber nicht Verkürzungen möglich) verleiht den Grad dottore di ricerca und wurde als höchster in Italien erreichbarer Studienabschluss 1980 eingeführt (gleichzeitig wurde die Habilitation abgeschafft); 1997 bis 1999 wurden Einzelheiten u. a. im Zulassungs- und Prüfungsverfahren geändert. Die Promotion wird nach angelsächsischem, insbesondere US-Vorbild nicht benotet mit der Begründung, dass die Güte der Promotion objektiv durch die daraus hervorgegangenen Veröffentlichungen in wissenschaftlichen Fachzeitschriften resultiere. Allerdings wird das gesamte Verfahren von zahlreichen Gutachten begleitet: zur Fortsetzung des Promotionsvorhabens ist jedes Jahr ein Beschluss des Promotionsausschusses auf Grund eines befürwortenden Gutachtens des Betreuers erforderlich, zur Zulassung zur Disputation durch den Promotionsausschuss werden ein befürwortendes Gutachten des Betreuers und ein weiteres von einem Zweitgutachter vorausgesetzt, und nach der Disputation verfasst die in der Regel dreiköpfige Prüfungskommission eine kurze, oft nur halbseitige Beurteilung, aus der meist hinreichend klar hervorgeht, ob die Arbeit als außergewöhnlich hervorragend, durchschnittlich gut oder gerade ausreichend eingestuft wurde. Jedoch wird keines dieser Gutachten und Beurteilungen der Promotionsurkunde angehängt; sie werden lediglich in den Akten verwahrt.
Die traditionelle Benotung der laurea erfolgt auf der Grundlage einer Zehnerskala mit 10/10 als bester Note und 6/10 als „ausreichend“ in der Weise, dass von den elf Mitgliedern der Prüfungskommission theoretisch jedes eine Note vergibt, die zu den anderen addiert wird. Tatsächlich wird zum Notendurchschnitt aus den Leistungsprüfungen, umgerechnet in 110tel, ein von der Prüfungskommission festgelegter Bonus für die schriftliche Abschlussarbeit (tesi di laurea) hinzuaddiert. Die Note 100/110 besagt also, dass der Kandidat 100 von 110 möglichen Punkten erreichte. Die Mindestnote ist 66/110. Bei besonders guten Leistungen wird die Note 110/110 e lode vergeben.
Eine Ausnahme bildete das Politecnico di Milano (Technische Hochschule Mailand), wo die Prüfungskommission aus zehn Mitgliedern bestand, und die Bestnote demzufolge 100/100 war, eventuell zusätzlich mit lode. Bereits in den 1990er Jahren wurde die Bologna-Reform vorweggenommen und die alte laurea mit vier oder fünf Jahren Regelstudienzeit in zwei modular aufeinanderbauende Studienabschlüsse aufgeteilt, ein erstes nach drei Jahren (laurea di primo livello, dem Bachelor vergleichbar) und ein zweites nach weiteren zwei Jahren (laurea di secondo livello, dem Master vergleichbar). Die Promotion (dottorato di ricerca) bleibt der höchste in Italien erreichbare Abschluss und kommt als dritte Stufe, allerdings ist ihr weiterhin nicht der dottore-Grad reserviert, was z. B. vom Verein der italienischen Doktoranden ADI kritisiert wurde, weil dies Missverständnisse im Ausland verursacht (siehe auch: Brennerdoktor).

### Luxemburg
Die Bewertung in Luxemburg basiert auf der angefertigten Dissertationsschrift, des dazugehörigen Vortrags über das Dissertationsthema sowie einer Verteidigung vor einem Prüfungskomitee. Die Benotung wird auf Basis einer fünfstufigen Skala festgelegt, wobei es keine offiziellen Richtlinien gibt, wie die einzelnen Bestandteile (Schrift, Vortrag, Verteidigung) zu gewichten sind:
1. excellent, ausgezeichnet, outstanding (5 Punkte)
2. très bien, sehr gut, very good (4 Punkte)
3. bien, gut, good (3 Punkte)
4. assez bien, befriedigend, fair (2 Punkte)
5. passable, ausreichend, sufficient (1 Punkt)

Jedes Prüfungskommissionsmitglied legt die Note individuell und entsprechend folgender Regel fest: Wenn der Erfahrung des Prüfers nach die Gesamtleistung zu den 20 % der besten Leistungen in der letzten Zeit gezählt werden kann, ist die Note ausgezeichnet zu vergeben. Wenn der Erfahrung des Prüfers nach die Gesamtleistung zu den 40 % der besten Leistungen in der letzten Zeit gezählt werden kann, ist die Note sehr gut zu vergeben. usw. Zum Schluss werden die einzelnen Notenpunkte aufaddiert und die Gesamtnote anhand folgendes Schlüssels bestimmt:
- 22 bis 25 Punkte: excellent, ausgezeichnet, outstanding
- 18 bis 21 Punkte: très bien, sehr gut, very good
- 14 bis 17 Punkte: bien, gut, good
- 10 bis 13 Punkte: assez bien, befriedigend, fair
- 05 bis 09 Punkte: passable, ausreichend, sufficient

### Niederlande
In den Niederlanden kann für besonders hervorragende Forschungsarbeiten die Bezeichnung cum laude verliehen werden. Diese sehr selten vergebene Auszeichnung entspricht der einer summa cum laude im deutschen System.

### Österreich
In Österreich werden studienbeschließende Prüfungen als bestanden oder mit Auszeichnung bestanden beurteilt (letzteres, wenn alle Teilprüfungen nicht schlechter als mit gut und mindestens die Hälfte mit sehr gut beurteilt wurden). Außerdem kann die Verleihung des Doktorates noch zusätzlich als Promotio sub auspiciis Praesidentis rei publicae (dt. „Promotion unter den Auspizien des Bundespräsidenten“) erfolgen, was der höchsten Auszeichnung zur Erlangung des Doktorgrades gleichkommt und bereits erbrachte Leistungen aus Schule und Studium miteinschließt.

### Schweiz
In der Schweiz liegt das Notensystem an Hochschulen in der Verantwortung der betreffenden Hochschule, womit unterschiedliche Notenskalen möglich sind. Die Rektorenkonferenz der schweizerischen Hochschulen empfiehlt ein Notensystem.
- summa cum laude, hervorragend (Note 6)
- insigni cum laude, sehr gut (Note 5,5)
- magna cum laude, gut (Note 5)
- cum laude, befriedigend (Note 4,5)
- rite, ausreichend (Note 4)
- ungenügend (Noten 1 bis 3,5)

Ein Beispiel für ein von dieser Norm abweichendes Notensystem bestand an der Philosophisch-Naturwissenschaftlichen Fakultät der Universität Basel. Sie bewertete das Prädikat im Doktordiplom wie folgt:
- summa cum laude, hervorragend (Note 5,80–6,00)
- magna cum laude, sehr gut (Note 5,50–5,79)
- cum laude, gut (Note 5,00–5,49)
- bene, befriedigend (Note 4,50–4,99)
- rite, ausreichend (Note 4,00–4,49)

Es gibt auch Hochschulen, die bei der Promotion keine Note vergeben (bestanden oder nicht bestanden), etwa die ETH Zürich.

### Russland
Im russischen System (das auch in der Sowjetunion galt) entspricht die Promotion dem Kandidaten der Wissenschaften, verliehen nach einer Aspirantur. Der russische Doktorgrad entspricht dagegen einer westeuropäischen Habilitation.

### Spanien
In Spanien entspricht die Bezeichnung cum laude (mit Auszeichnung) der Auszeichnung summa cum laude im deutschen System.

### Tschechien
Die Promotion besteht in Tschechien aus einer Aufnahmeprüfung, Doktorandenstudium mit Lehrveranstaltungen (Blockwochen; zumeist berufsbegleitend), der staatlichen Doktorprüfung (öffentlich) und der Dissertationsarbeit mit Disputation (öffentlich). Für das Doktorandenstudium wird ein Studienabschluss der zweiten Bologna-Stufe (Master-Ebene) vorausgesetzt.
Die Prüfungen sind mit bestanden oder nicht bestanden klassifiziert und können einmal wiederholt werden. Das Promotionsverfahren dauert je nach Universität und Promotionsfach zwischen drei (Vollzeitstudium) und sechs (berufsbegleitendes Studium) Jahren. Der Wortlaut des in Tschechien erworbenen akademisch-wissenschaftlichen Doktorgrads ist seit 1998: Doktor, Abkürzung Ph.D., aufgeführt nach dem Familiennamen.

### Ungarn
In Ungarn wird die erfolgreiche Promotion seit 1996 mit den drei Bezeichnungen: summa cum laude, cum laude und rite ausgezeichnet. Mit insufficienter wird eine nicht bestandene Promotion bezeichnet.

### Vereinigtes Königreich und Australien
Universitäten im Vereinigten Königreich und in Australien vergeben keine Bewertung für den PhD oder die Dissertation. Stattdessen durchläuft der Promovierende bzw. dessen Dissertation einen Peer-Review mit externen und anonymen Reviewern. Dieser Prozess ähnelt dem Peer-Review-Prozess von wissenschaftlichen Publikationen für Konferenzen oder Journals. Es gibt mindestens drei Reviewer der Dissertation. Die Reviewer haben die Möglichkeit, die Arbeit folgendermaßen zu bewerten:
- accept as is, keine weiteren Beanstandungen
- accept with minor revisions, kleinere Beanstandungen (z. B. Formfehler, kleinere inhaltliche Verbesserungen). Die Dissertation muss nicht noch einmal durch einen full review. Die Änderungen können vom Dean of Research, Dean of Faculty oder dem Head of School abgezeichnet werden. Änderungen müssen innerhalb von drei Monaten erfolgen.
- major revisions needed, größere Beanstandungen. Die Arbeit hat Potenzial, aber die Qualität von Methodik, Daten oder Ergebnissen ist ungenügend. Ein erneuter full review ist nötig. Änderungen müssen innerhalb von sechs bis neun Monaten erfolgen.
- fail, die Arbeit ist ungenügend und hat auch kein Potenzial. Dies hat eine sofortige Beendigung des Review-Prozesses und auch der PhD Candidature zur Folge.

Der Review-Prozess besteht aus höchstens zwei full review-Zyklen und kann die PhD bzw. DBA candidature um maximal ein Jahr verlängern. Ein major revisions needed im zweiten full review führt zum endgültigen Nicht-Bestehen der Arbeit. Wurde die Arbeit mit einem accept with minor revisions abgezeichnet oder erhielt direkt die Bewertung accept as is, so wird der PhD, DBA oder Doktorgrad verliehen.
Es gibt die Möglichkeit, eine nichtbestandene Dissertationsschrift als Master-Thesis einzureichen und dafür den akademischen Grad Master of Philosophy (M. Phil.) zu erhalten.

## Aberkennung der Promotion
Eine Aberkennung der Promotion kann in Deutschland grundsätzlich nur durch die Hochschule bzw. Fakultät erfolgen, die den Grad verliehen hat. Gründe für eine Aberkennung können nachgewiesene Täuschung über die Zulassungsvoraussetzungen oder die Promotionsleistungen sein. Mehrere deutsche Promotionsordnungen sehen überdies die Möglichkeit vor, auch einen auf korrekte Weise erlangten Doktorgrad abzuerkennen, wenn dem Kandidaten nach der Promotion schweres wissenschaftliches Fehlverhalten (insbesondere Fälschungen oder Plagiate) nachgewiesen wird. Weitere Regelungen können die Universitäten in ihren Promotionsordnungen festlegen. So legt etwa die Juristische Fakultät der Universität Bonn die rechtskräftige Verurteilung zu einer Freiheitsstrafe von mindestens einem Jahr als möglichen Grund zur Aberkennung des Doktorgrades fest.
Instruktiv ist hier der Fall Jan Hendrik Schön: Im Juni 2004 entzog die Universität Konstanz Schön den Doktorgrad wegen „unwürdigen Verhaltens“. An diesem Schritt war ungewöhnlich, dass die Redlichkeit der Promotion selbst nicht in Frage gestellt, sondern vielmehr ein bis dahin selten beachteter Passus im baden-württembergischen Universitätsgesetz herangezogen wurde, nach dem der Doktorgrad auch entzogen werden kann, „wenn sich der Inhaber durch sein späteres Verhalten der Führung des Grades als unwürdig erwiesen hat“.
Als Begründung führte die Universität Schöns erwiesenes Fehlverhalten als Forscher in den USA an, als der Physiker in großem Umfang Forschungsergebnisse gefälscht hatte. Schön ging zwar gerichtlich gegen diese Entscheidung vor, unterlag jedoch letztlich vor dem Bundesverwaltungsgericht, das die Klage am 31. Juli 2013 endgültig abwies und den Entzug des Doktorgrades durch die Universität für zulässig erklärte. Das Bundesverfassungsgericht nahm die Beschwerde von Jan Hendrik Schön nicht zur Entscheidung an.